# می‌توانی جادو کنی (ترانه)
«تو می‌توانی جادو کنی» (به انگلیسی: You Can Do Magic) ترانه‌ای از گروه موسیقی اَمِریکا است. این قطعه که ساختهٔ راس بالارد است در سال ۱۹۸۲ در قالب تک‌آهنگی از آلبوم نمایی از زمین منتشر شد.
«تو می‌توانی جادو کنی» ترانه‌ای بود که باعث شد گروه آمریکا بعد از ۶ سال، در میان ۱۰ ترانهٔ پرفروش روز ایالات متحده جایی داشته باشند. آن‌ها با این قطعه دوباره توانایی‌های موسیقایی‌شان را به رخ کشیدند که از نکات قابل توجهش لیک‌های گیتار استیو فِکته بود. این آهنگ به مدت ۲۰ هفته در ۱۰۰ آهنگ داغ بیلبورد حضور داشت و بالاترین جایگاهش در آن جدول هشتم بود که در ۱۶ اکتبر ۱۹۸۲ ثبت شد. ترانه در جدول معاصر بزرگسالان هم عملکرد موفقی داشت و جایگاه پنجم، بالاترین رتبه‌اش طی ۲۵ هفته حضور در آن جدول بود.